# 雷克斯·蒂勒森
雷克斯·韦恩·蒂勒森（英語：Rex Wayne Tillerson，1952年3月23日—），生於美国德克薩斯州北部的威契塔瀑布城，美國著名企業家。土木工程師出身，1975年加入埃克森美孚集團並一路攀升，2006年至2016年成為埃克森美孚集團的董事長兼執行長。2017年2月1日至2018年3月31日，出任第69任美國國務卿。

## 生平

### 早年生活
提勒森於1952年3月23日於威契塔瀑布城出生，父親為巴比·喬·提勒森（Bobby Joe Tillerson），母親為派蒂·蘇·巴頓（Patty Sue Patton）。提勒森的父母以當時擅演牛仔角色的好萊塢影星雷克斯·艾倫與約翰·韋恩為他命名。提勒森小時候在維農市、靜水市等地長大，後來又因父親在美國童軍工作的關係搬家到亨茨維爾。他有兩名姊妹，分別為雷·安·漢米爾頓（Rae Ann Hamilton）是住在德州阿比林的內科醫生，以及喬·琳·彼得斯（Jo Lynn Peters）則是在高中從事教職。

### 初入職場
1975年畢業於得克萨斯大学奥斯汀分校的土木工程學，取得學士學位。
踏入職場後，首先成為美孚公司的工程師。

#### 能力展現
1989年，提勒森已成為埃克森石油公司美國中部生產部的總經理。1995年，提勒森任埃克森葉門分公司、埃索探勘暨呵叻生產公司（Esso Exploration and Production Khorat Inc.）董事長。
到了2006年，提勒森被選為埃克森美孚集團董事長兼CEO，接掌這間當時盈餘全世界第六高的大公司。
2010年至2012年間，曾任美國童軍團主席，該職是美國童軍團非執行職的最高階。
2014年，時任埃克森美孚集團董事長兼CEO的提勒森曾代表公司和俄羅斯總統普丁洽談生意，提勒森當時就表態反對制裁俄羅斯。提勒森也曾經是美俄合資的埃克森石油天然氣公司其中一名董事。

#### 退休
2017年1月1日，從埃克森美孚集團退休。

## 參與政治

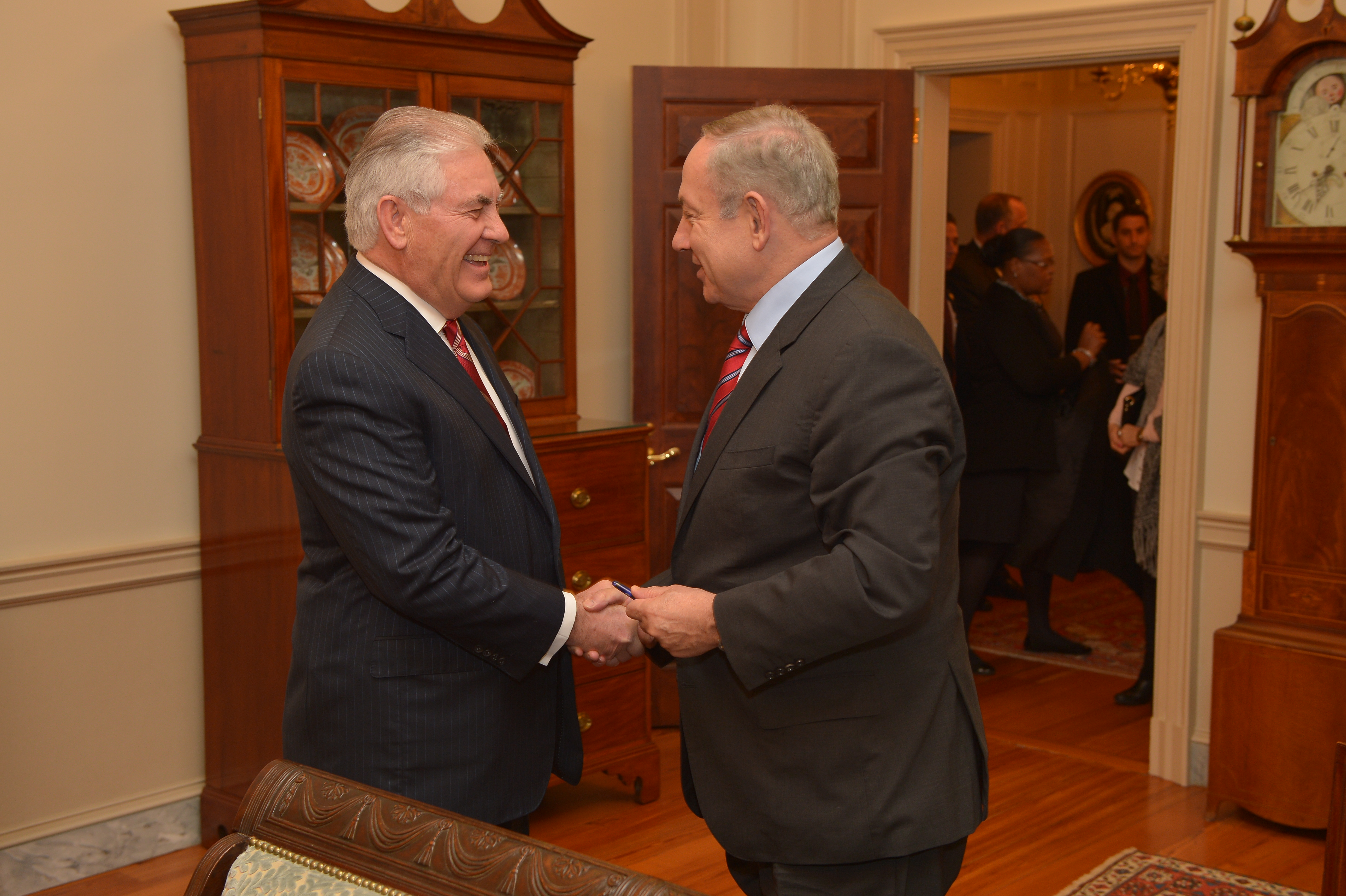
2017年2月14日蒂勒森与以色列总理本雅明·内塔尼亚胡会面

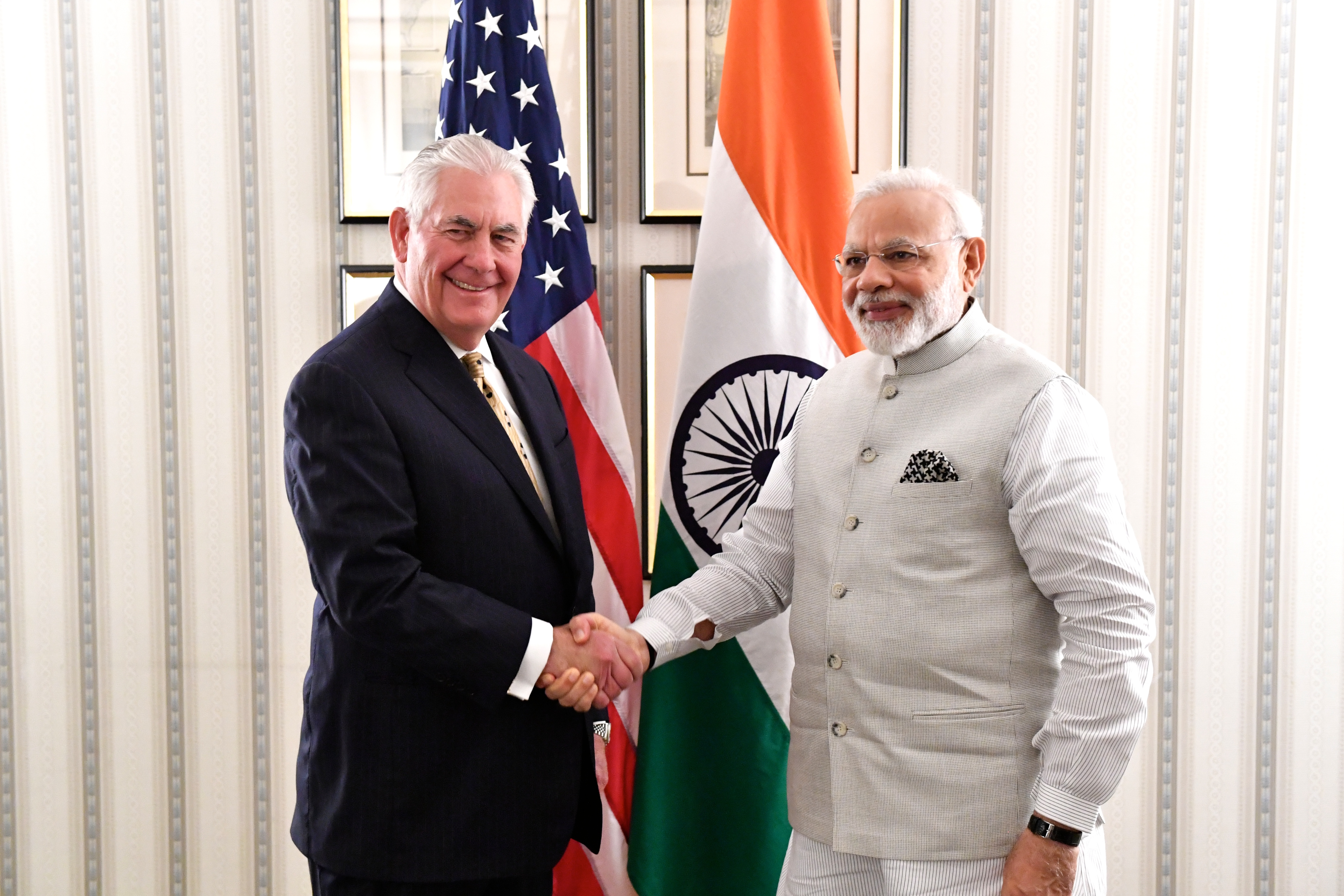
2017年6月26日蒂勒森与印度总理纳伦德拉·莫迪会面

提勒森長期支持美國共和黨的競選活動，但不曾捐款給唐納·川普在2016年的競選活動。

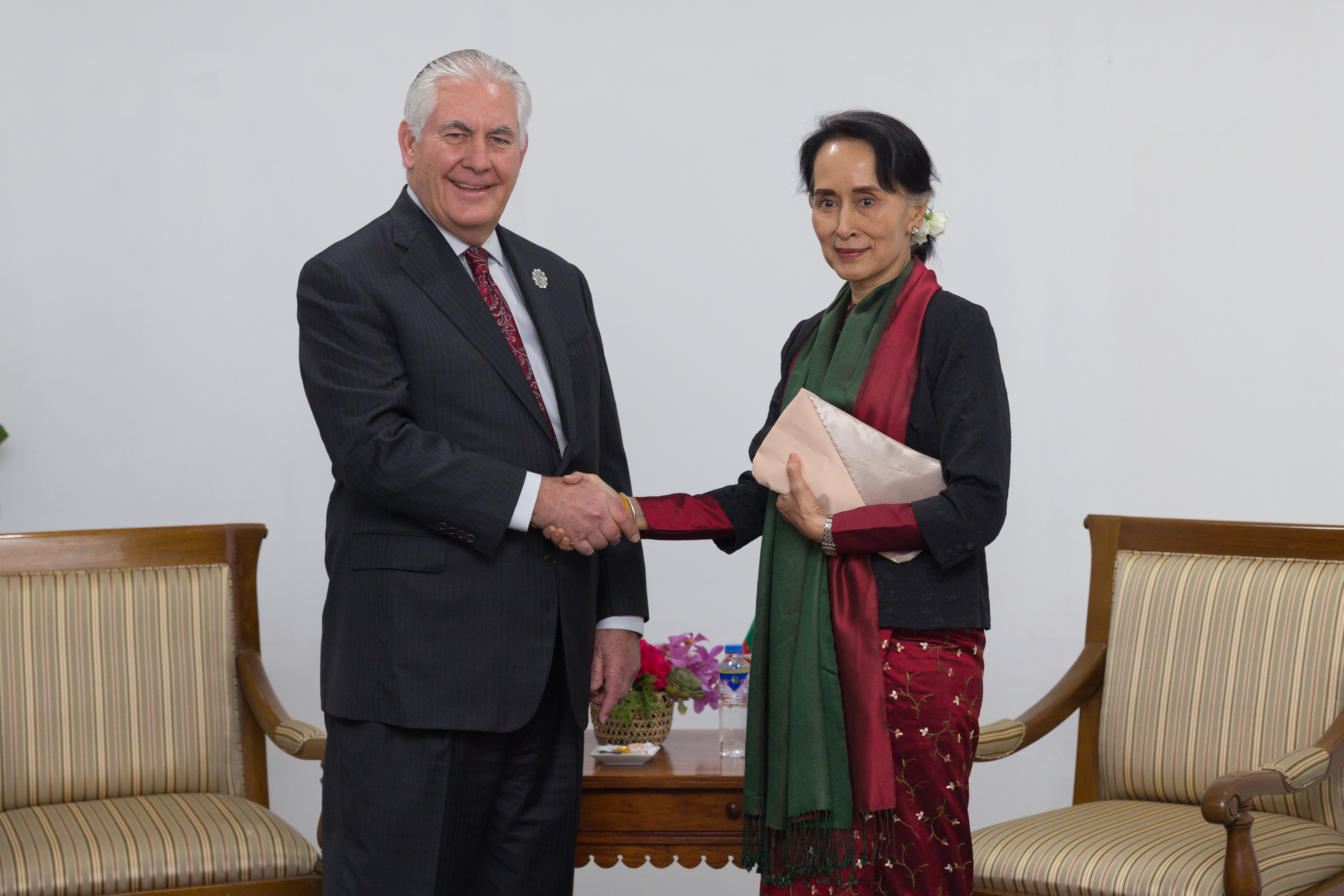
2017年11月13日蒂勒森在菲律宾马尼拉与缅甸国务资政翁山蘇姬会面

他支持自由貿易，反對使用制裁作為外交手段，此外對全球暖化表示懷疑。
2016年12月13日，美國總統當選人特朗普宣布將提名蒂勒森擔任美国国务卿，此前蒂勒森从未担任过公职，也从未从事过外交工作。
2018年3月13日，由于蒂勒森和特朗普就一系列外交问题看法分歧严重，美国总统特朗普通过推特宣布將解除蒂勒森的国务卿职务，并委派时任中情局局长邁克·蓬佩奧接任该职。使蒂勒森成為美國自1945年以來第一位被總統解職的国务卿。

## 榮譽
- 提勒森也是美國國家工程院院士。
- 除了商場生涯外，提勒森也是美國童軍的長期志工，擁有鷹級童軍的頭銜。

## 個人生活

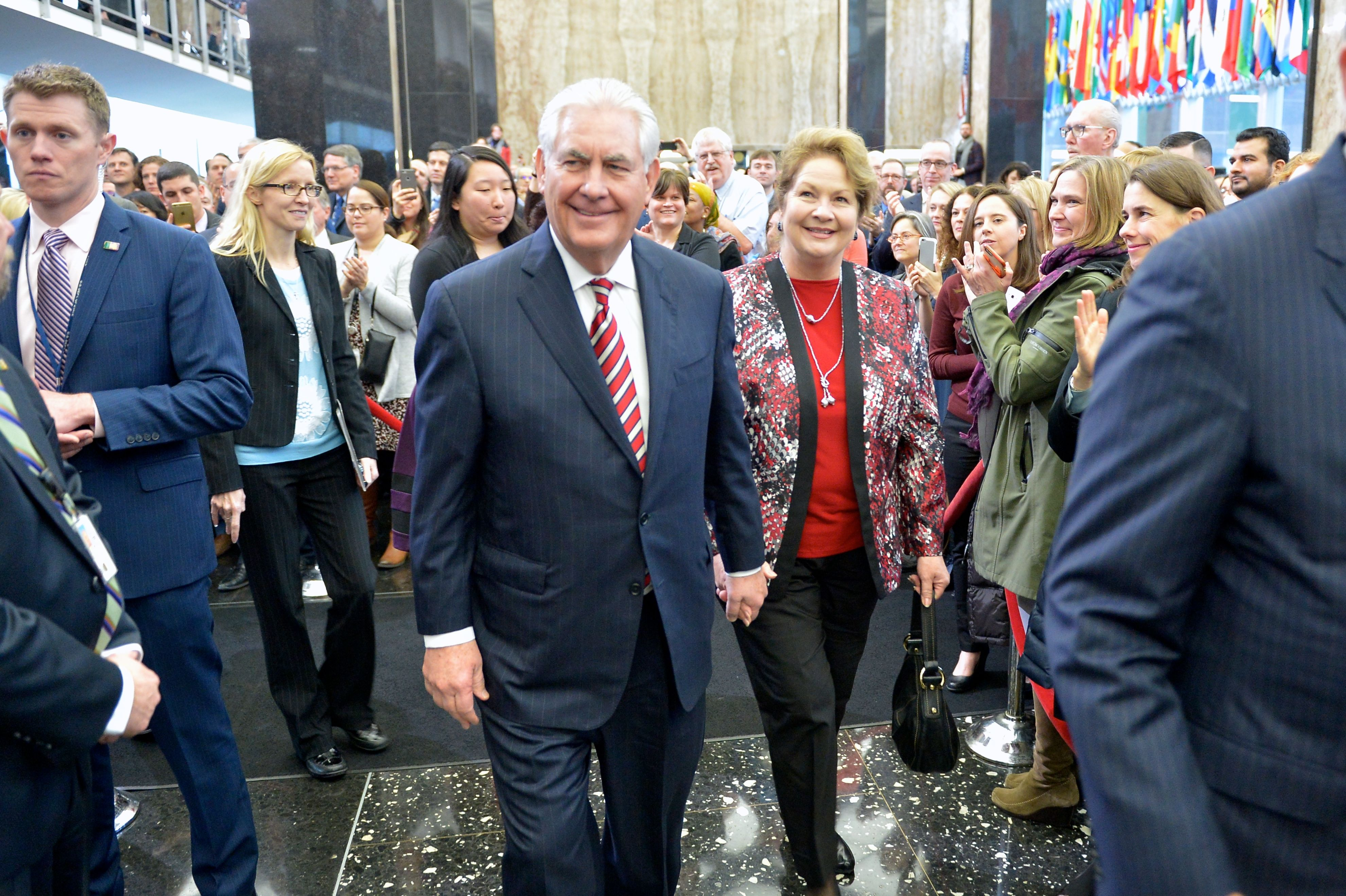
提勒森與妻子倫達·聖克萊爾，攝於2017年2月1日

提勒森結過兩次婚。第一任妻子與他育有一對雙胞胎兒子，但後來離婚。1986年提勒森與倫達·聖克萊爾結婚，倫達也因上一段婚姻育有一子。 1988年，倫達與提勒森誕下一子。提勒森的雙胞胎兒子長大後都成為工程師，都有德州大學奧斯汀分校科克雷爾工程學院的理學士學位。 2006年，提勒森獲德州大學頒發傑出工程畢業生的頭銜。
提勒森住在巴頓維。被指派為國務卿後，提勒森在華盛頓特區的卡洛拉馬買房置產。
宗教信仰方面，提勒森是公理會教徒，美國國家基督教公理會聯合會的成員，該會屬於主流新教改革派的一個教派派別。提勒森夫妻檔曾於2012年捐出金額約5,000至10,000美金給美國國家基督教公理會聯合會下轄辦理的報紙"公理會雜誌"（The Congregationalist Magazine）。
2014年2月20日，媒體報導提勒森夫婦加入反對在巴頓維興建水塔的陣營，當地許多居民都害怕若有了新建的水塔會鼓勵巴頓維小鎮賣水給來探勘石油或天然氣的公司，使重型工程車頻繁出入而衍生交通事故、噪音吵雜等問題。不過報導指出，上述理由都不是提勒森反對當地興建水塔的原因，他反對只是因為他覺得水塔太高很礙眼。與提勒森持相同意見，反對興建水塔的還有重量級眾議院議員迪克·阿邁夫婦。興建水塔議題的正方與反方後來訴諸法律解決，不過在2014年11月，法官駁回了提勒森等人的訴求，使他們退出訴訟。
2015年，提勒森被富比士雜誌選為全球最有權勢人物的第25名。